# 얼라이드
《얼라이드》(영어: Allied)는 2016년 11월 공개된 영국, 미국의 로맨틱 전쟁 드라마 스릴러 영화이다. 로버트 저메키스가 감독을, 스티븐 나이트가 각본을 맡았다. 캐나다 정보 장교(브래드 피트 분)와 프랑스 레지스탕스 투사(마리옹 코티야르 분)가 1942년 카사블랑카에서 부부인 척 하며 함께 작전을 수행하다가 사랑에 빠진다. 그 외에 재러드 해리스, 사이먼 맥버니, 리지 캐플런 등이 출연하였다.
2017년 제89회 아카데미상 의상상 후보에 올랐다.

## 줄거리
1942년 제2차 세계 대전 중 캐나다 왕립 공군 정보 장교 맥스 버탠은 독일 대사를 암살하기 위해 모로코 카사블랑카로 파견된다. 그곳에서 그는 프랑스 레지스탕스 투사인 마리안 보세주르와 만나 부부로 위장하고 임무를 수행하게 된다.
처음에는 감정을 경계하지만 이들은 점점 가까워진다. 마리안은 독일인들의 신임을 얻어 맥스를 암살 계획이 진행되는 파티에 초대하고, 임무 성공을 장담할 수 없는 와중에 사막 폭풍우 속에서 사랑을 나눈다. 임무는 성공적으로 끝나고 둘은 함께 런던으로 간다.
맥스와 마리안은 결혼하고 햄프스티드에 정착해 딸 애나를 낳고 단란한 가정을 꾸린다. 그러나 1년 후 맥스는 마리안이 독일 스파이일지도 모른다는 정보를 영국 특수작전국으로부터 듣게 된다. 마리안이 실제 마리안이 아닌, 독일 스파이로 위장한 가짜일 수 있다는 것이다. 특수작전국은 맥스에게 거짓 정보를 집 안에 흘려 마리안의 반응을 살피라는 지시를 내린다. 만약 마리안이 스파이로 밝혀지면 맥스는 그녀를 직접 처형해야 하고, 그 사실을 알면서도 그녀를 도왔다면 본인 또한 반역죄로 처형당하게 된다.
맥스는 독자적으로 마리안의 정체를 밝히려 한다. 그는 마리안과 함께 일했던 레지스탕스 투사 폴 들라마르가 아직 디에프에 살아있다는 사실을 알게 되고, 그에게 마리안의 사진을 보내 신분을 확인하려 한다. 하지만 맥스의 시도는 상관에게 발각돼 질책을 받고, 맥스는 자신이 그저 충성심을 시험 받고 있는 건 아닌지 의심한다. 맥스는 직접 프랑스로 가서 들라마르를 만나고, 그로부터 마리안이 전쟁 초기에 독일군에 저항하며 카페에서 피아노로 국가를 연주했다는 증언을 듣는다.
영국으로 돌아온 맥스는 마리안에게 피아노를 쳐보라고 하지만, 그녀는 연주할 수 없다. 마리안은 맥스에게 자신이 스파이이며 독일 요원들이 딸 애나를 위협하며 다시 스파이 활동에 돌입할 것을 강요했다고 고백한다.
맥스는 마리안을 차마 죽일 수 없어 함께 도망치려 하지만, 결국 군경에 포위당한다. 마리안은 맥스에게 사랑한다고 말한 뒤 스스로 목숨을 끊는다. 맥스의 상관은 그가 명령대로 마리안을 처형한 것으로 보고하고, 맥스는 처벌을 면하고 전쟁 후 딸과 함께 캐나다로 이주하여 목장을 운영하며 살아간다.

## 출연
- 브래드 피트 - 맥스 버탠 역
- 마리옹 코티야르 - 마리안 보세주르 역
- 재러드 해리스 - 프랭크 헤슬롭 역
- 사이먼 맥버니 - S.O.E 사무관 역
- 리지 캐플런 - 브리짓 버탠 역
- 대니얼 베츠 - 조지 캐버나 역
- 매슈 구드 - 가이 생스터 역
- 카미유 코탱 - 모니크 역
- 아우구스트 딜 - 호바르 역
- 티에리 프레몽 - 폴 들라마르 역
- 래피 캐시디 - 애나 역
- 앤턴 레서 - 이매뉴얼 롬바드 역
- 샬럿 호프 - 루이즈 역
- 매리언 베일리 - 싱클레어 부인 역
- 크리스티안 루베크 - 라르스 역
- 샐리 메셤 - 마거릿 역
- 뱅상 라토레 - 뱅상 역
- 설레스트 도드웰 - 스칼릿 역
- 앵거스 케네디 - 제프리 역
- 필리프 스폴 - 모네 역
- 라파엘 데프레 - 드가 역
- 라파엘 아클로크 - 르누아르 역
- 해나 플린 - 무용수 역